# فرودگاه بین‌المللی تریواندروم
فرودگاه بین‌المللی تریواندروم (به انگلیسی: Trivandrum International Airport) (به زبان بومی: തിരുവനന്തപുരം അന്താരാഷ്ട്ര വിമാനത്താവളം) یک فرودگاه همگانی مسافربری با کد یاتا TRV است که یک باند فرود آسفالت دارد و طول باند آن ۳۳۹۸ متر است. این فرودگاه در شهر تریواندروم کشور هند قرار دارد و در ارتفاع ۴ متری از سطح دریا واقع شده‌است.

## شرکت‌های هواپیمایی و مقصدهای پروازی

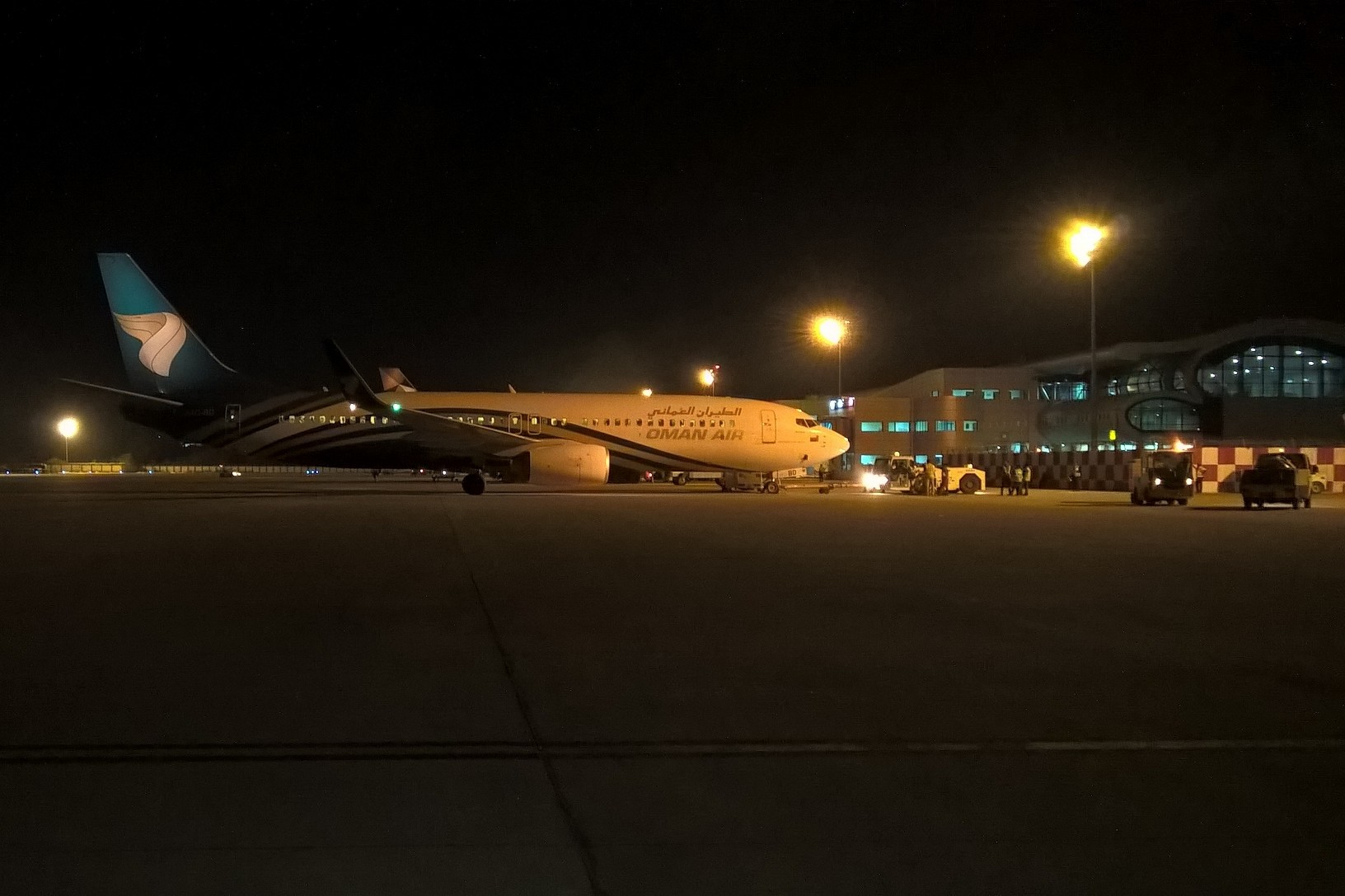
عمان ایر بوئینگ ۷۳۷ نسل بعدی Parked at Trivandrum International Airport

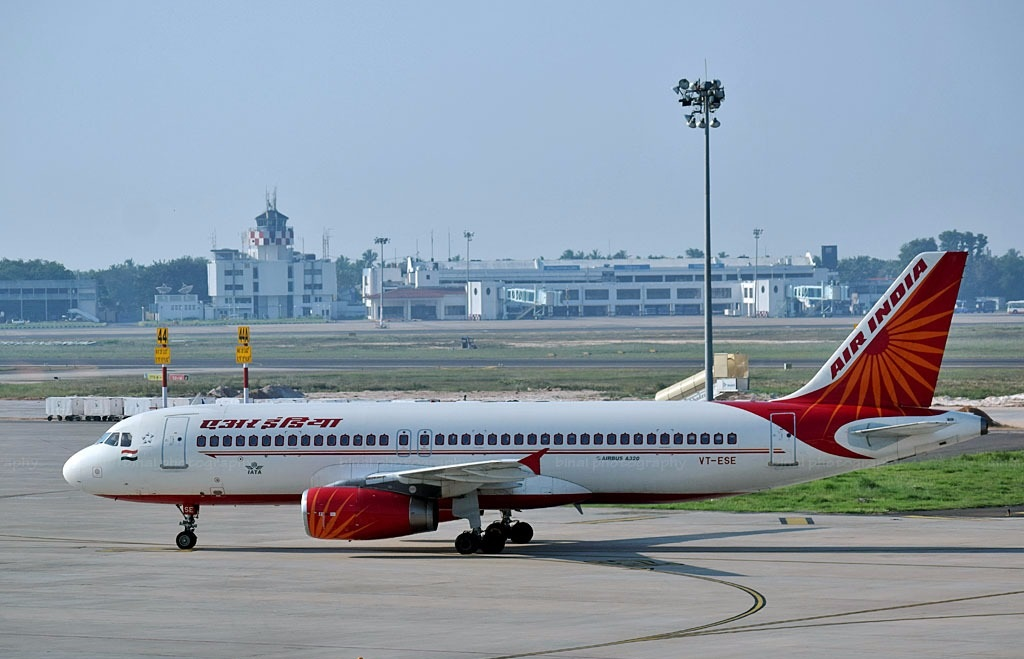
An ایر ایندیا خانواده ایرباس ای۳۲۰ at Trivandrum international airport.

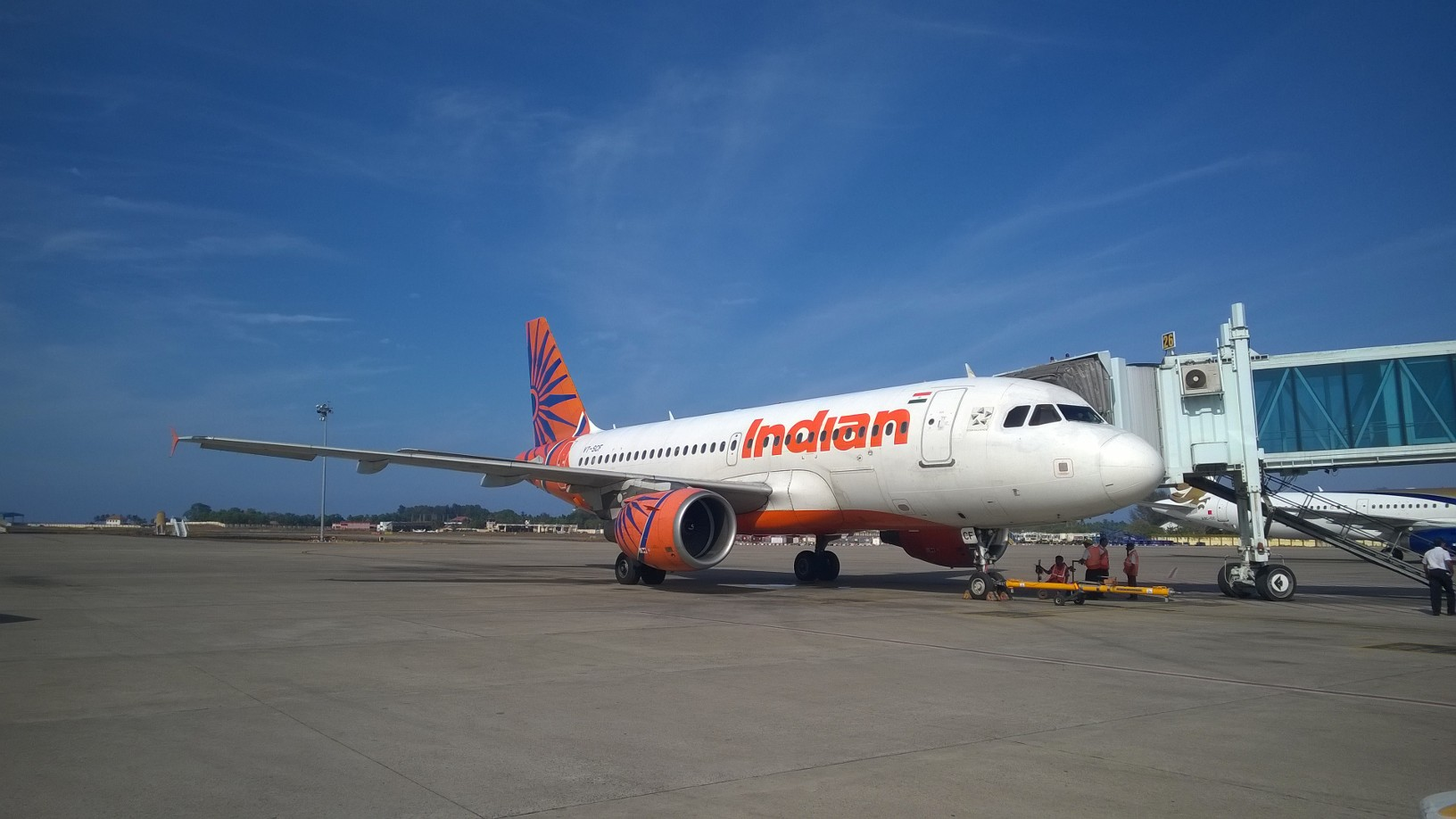
ایر ایندیا Airbus A319 with INDIAN Livery parked at Trivandrum International Airport

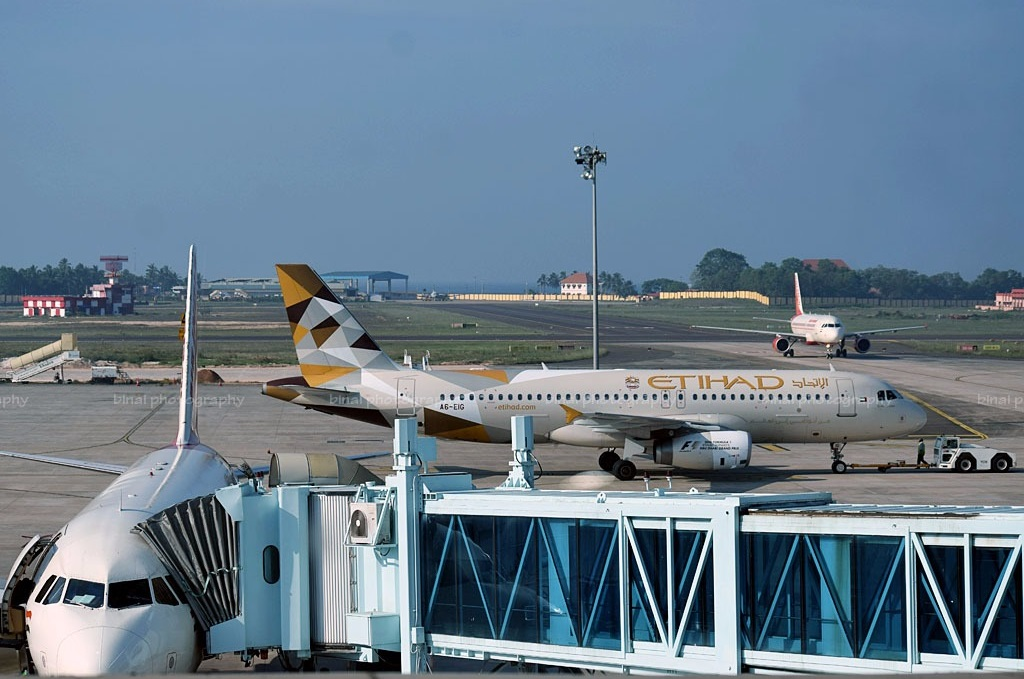
Flights at Trivandrum international airport apron.

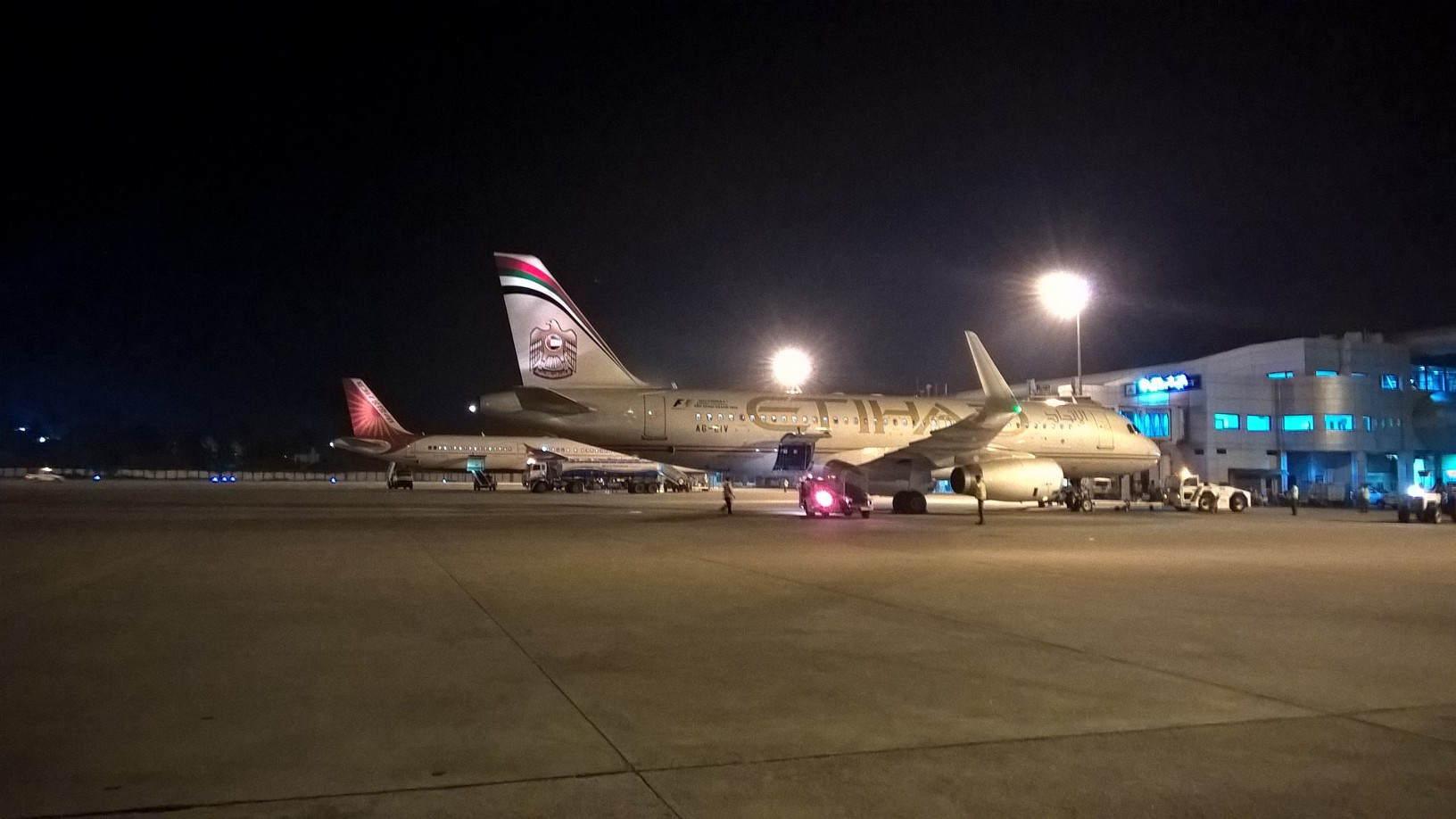
هواپیمایی اتحاد خانواده ایرباس ای۳۲۰ and ایر ایندیا Airbus A321 Parked at Trivandrum International Airport

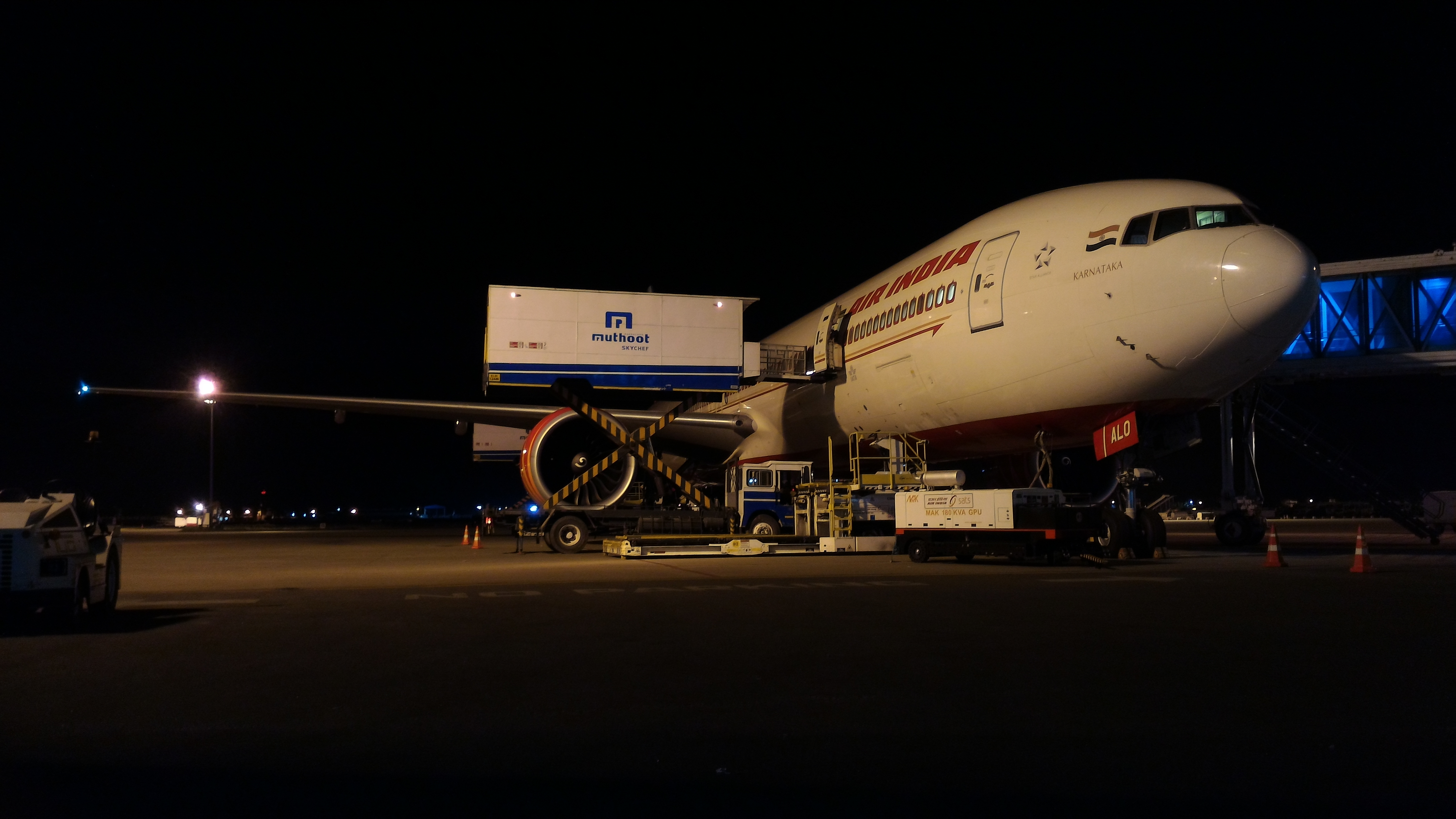
ایر ایندیا Boeing 777-300ER parked at International Terminal of Trivandrum Airport

### Passenger Airlines
| شرکت‌های هواپیمایی  | مقصدهای پروازی |
| ------------------ | --- |
| ایر عربیا          | شارجه |
| ایر ایندیا         | بنگالورو، چنای، ایندیرا گاندی، کوچین، ابراهیم نصیر، چاتراپاتی شیواجی، ملک خالد، شارجه                                                             |
| ایر ایندیا اکسپرس  | ابوظبی، چنای، حمد، دوبی، کوچین، کالیکوت، مسقط، صلاله، شارجه                                                                                       |
| هواپیمایی امارات   | دوبی |
| هواپیمایی اتحاد    | ابوظبی |
| فلای‌دبی            | دوبی |
| گلف ایر            | بحرین |
| ایندی‌گو            | سردار ولابهبهی پتل، بنگالورو، چندی‌گر، چنای، ایندیرا گاندی، دوبی، راجیو گاندی، ایمفال، کوچین، نتاجی سبهاش چندر بوس، چاتراپاتی شیواجی، شارجه، بنارس |
| کویت ایرویز        | کویت |
| Maldivian          | هانیمادهو، ابراهیم نصیر |
| مالیندو ایر        | کوالالامپور |
| عمان ایر           | مسقط |
| هواپیمایی قطر      | حمد |
| هواپیمایی سعودی    | ملک عبدالعزیز (آغاز از ۵ اکتبر ۲۰۱۷), ملک خالد (آغاز از ۱ اکتبر ۲۰۱۷)                                                                             |
| سیلک‌ایر            | چانگی سنگاپور |
| اسپایس‌جت           | بنگالورو، ایندیرا گاندی، ابراهیم نصیر |
| سریلانکان ایرلاینز | باندرانیکی |

### باری
| شرکت‌های هواپیمایی  | مقصدهای پروازی                                                                              |
| ------------------ | ------------------------------------------------------------------------------------------- |
| بلو دارت اوییشن    | سردار ولابهبهی پتل، بنگالورو، چنای، کویمباتور، ایندیرا گاندی، راجیو گاندی، چاتراپاتی شیواجی |
| فیتس‌ایر            | باندرانیکی                                                                                  |
| هواپیمایی قطر      | باندرانیکی، حمد                                                                             |
| سریلانکان ایرلاینز | باندرانیکی                                                                                  |
| هواپیمایی سعودی    | ملک فهد، هنگ کنگ، ملک خالد                                                                  |
| امارات اسکای‌کارگو  | آل مکتوم، هنگ کنگ                                                                           |